# Knut Carlqvist
 Knut Olov Carlqvist, född 17 maj 1946 i Stockholm, död 22 april 2010 i Burgsvik, var en svensk författare och journalist. 
Han ska ha varit den som visat att de medeltida arvslagarna gällde redan på vikingatiden.
Carlqvist skrev veckokrönikor för Folket i Bild/Kulturfront. Under studenttiden vid Uppsala universitet var han känd som krönikör under pseudonymen "Mac The Finger" i studenttidningen Ergo.
Han var son till Knut Carlquist.